# La Jard
La Jard ist eine französische Gemeinde mit 427 Einwohnern (Stand: 1. Januar 2022) im Département Charente-Maritime in der Region Nouvelle-Aquitaine (vor 2016 Poitou-Charentes). Sie gehört zum Arrondissement Saintes und ist Mitglied im Gemeindeverband Saintes - Grandes Rives - L’Agglo. Die Einwohner werden La Jardais und La Jardaises genannt.

## Geografie

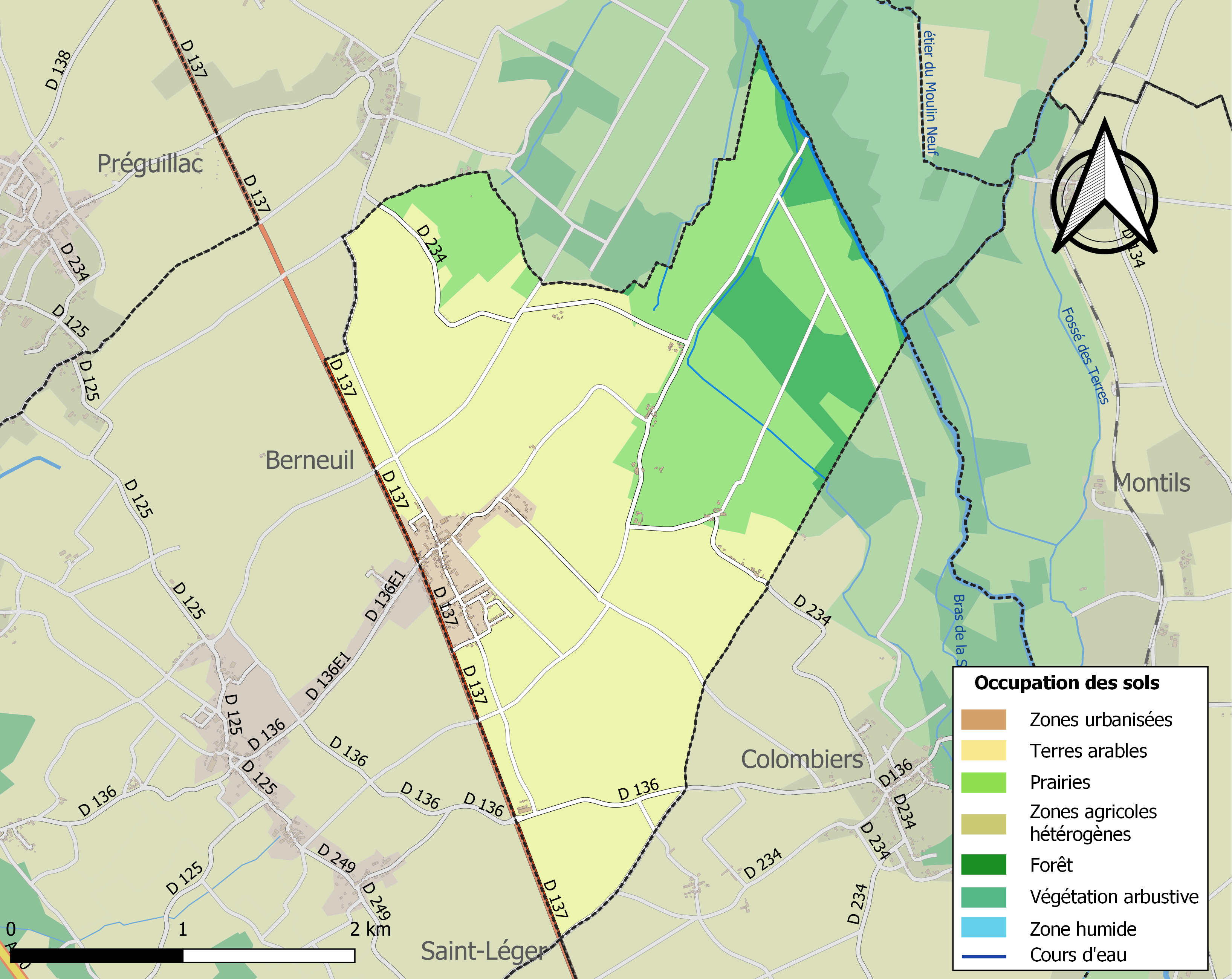
Bodennutzung, Hydrografie und Infrastruktur der Gemeinde (2018)

La Jard liegt in der ehemaligen Provinz Saintonge, etwa elf Kilometer südsüdöstlich von Saintes. Das Gemeindegebiet befindet sich im Einzugsgebiet der  Charente. Sie wird von einem ihrer Nebenflüsse, der Seugne, entwässert, die im Nordwesten an der Grenze zur Nachbargemeinde entlang in nordwestlicher Richtung strömt. Das Gebiet von La Jard ist Teil des Natura 2000-Schutzgebiets „Moyenne vallée de la Charente et Seugnes et Coran“ (FR5400472), des Natura 2000-Schutzgebiets „Vallée de la Charente moyenne et Seugnes“ (FR5412005) und von zwei ZNIEFF-Naturgebieten. Fast 90 % der Fläche der Gemeinde werden landwirtschaftlich genutzt, etwa 7 % sind bewaldet.
Umgeben wird La Jard von den Nachbargemeinden Berneuil im Westen und Norden, Montils im Osten, Colombiers im Osten und Südosten sowie Saint-Léger über einen Berührungspunkt im Süden.

## Bevölkerungsentwicklung

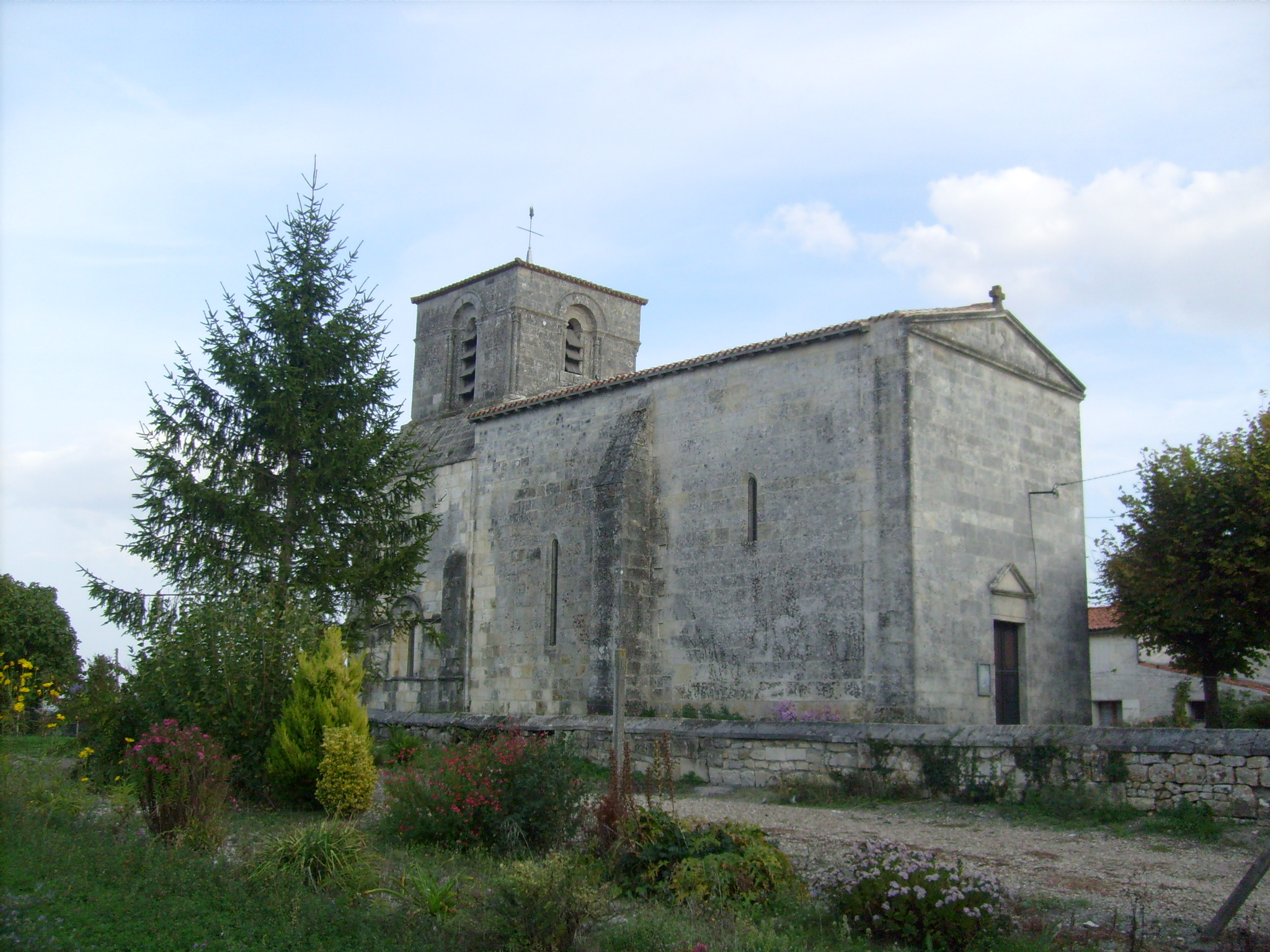
Kirche Saint-Jacques

| Jahr                       | 1962 | 1968 | 1975 | 1982 | 1990 | 1999 | 2006 | 2013 | 2020 |
| Einwohner                  | 223  | 237  | 207  | 198  | 259  | 275  | 295  | 369  | 429  |
| Quellen: Cassini und INSEE |      |      |      |      |      |      |      |      |      |

## Sehenswürdigkeiten
- Kirche Saint-Jacques mit Ursprüngen aus dem 12. Jahrhundert, seit 1967 als Monument historique eingeschrieben
- Reste eines Klosters